# Hypocrea pilulifera
Hypocrea pilulifera är en svampart som beskrevs av J. Webster & Rifai 1968. Hypocrea pilulifera ingår i släktet svampdynor och familjen Hypocreaceae.  Arten är reproducerande i Sverige. Inga underarter finns listade i Catalogue of Life.